# Landkreis Peine
Peine er en landkreis i den østlige del af den tyske delstat Niedersachsen med administrationen beliggende i byen Peine.

## Geografi
Landkreisen grænser (med uret fra nordvest) til Region Hannover, til Landkreis Gifhorn, til de kreisfri byer Braunschweig og Salzgitter samt til Landkreis Hildesheim.

### Floder og kanaler
Gennem landkreisen løber floderne Fuhse, Oker, Aue und Erse og kanalen Mittellandkanal med sidekanalen Stichkanal Salzgitter.

## Byer og kommuner
Landkreisen havde 133965  indbyggere pr.  2018-12-31

|   | Kommuner i Landkreis Peine | Indbyggertal |
| - | -------------------------- | ------------ |
| 1 | Edemissen                  | 12437        |
| 2 | Hohenhameln                | 9201         |
| 3 | Ilsede                     | 21556        |
| 4 | Lengede                    | 13265        |
| 5 | Peine, administrationsby   | 49952        |
| 6 | Vechelde                   | 17247        |
| 7 | Wendeburg                  | 10307        |